# Grønne Ejland
Grønne Ejland är öar i Grönland (Kungariket Danmark).   De ligger i kommunen Qaasuitsup, i den sydvästra delen av Grönland, 500 km norr om huvudstaden Nuuk.